# José Luis Ysern de Arce
José Luis Ysern de Arce (Valencia, España, 6 de octubre de 1934-Chillán, 15 de agosto de 2021) fue un sacerdote español, nacionalizado chileno. Fue fundador de la Escuela de Psicología de la Universidad del Bío-Bío y capellán de la Cárcel de Chillán durante la dictadura militar chilena, colaborando con las víctimas de Violaciones de los derechos humanos, como también con sus familiares a través de la Vicaría de la Solidaridad.

## Biografía
Fue hijo del matrimonio compuesto por Vicente Ysern y María Josefa de Arce. Durante la década de 1950, ingresó a la Universidad de Salamanca, para realizar sus estudios de Teología. En 1958 recibe una invitación de Eladio Vicuña Aránguiz, para establecerse en Chile junto a su hermano Juan Luis Ysern de Arce. A su llegada al país, finaliza sus estudios de teología en la Universidad Católica de Chile, y es ordenado sacerdote el 21 de mayo de 1961, en la Catedral de Chillán.
Su primera labor como sacerdote, fue de docente en el Instituto Santa María de Chillán, luego, en 1968, se titula de psicólogo en la Universidad Complutense de Madrid. En 1972 retorna a Chile para trabajar como docente en la Sede Ñuble de la Universidad de Chile, cual posteriormente se convierte en la Universidad del Bío-Bío, siendo parte de la Facultad de Educación y Humanidades en el Campus La Castilla, obteniendo dicho año, la nacionalidad chilena. Tras realizar un máster de Psicología en Lovaina, Bélgica, retorna a la misma universidad fundado la Escuela de Psicología de la institución universitaria en el Campus Fernando May, cual además contaría con la creación de un centro psicosocial en la ciudad de Chillán.
Durante la dictadura militar, se desempeñó como capellán de la Cárcel de Chillán, colaborando con las víctimas y familiares de Violaciones de los derechos humanos, donde su mayor aporte fue en ayuda a los familiares de los asesinados del Puente El Ala, obra que posteriormente sería reconocida por diversas instituciones dedicadas a la preservación de la memoria de las víctimas de la dictadura. Más tarde, entre 1985 y 1992 fue rector de Seminario Metropolitano de Concepción. Al año siguiente realiza un doctorado en Psicología en Salamanca, España.
Los últimos años de José Luis Ysern, se desempeñaron como constante colaborador en la Radio El Sembrador y el periódico La Discusión. También se desempeña como rector del Seminario de Concepción. Para 2013, es declarado profesor emérito de la Universidad del Bío-Bío. Fue reconocido en 2018 con la medalla Intendente Vicente Méndez, entregado por la Gobernación provincial de Ñuble en su último periodo.
Las últimas labores de Ysern, fueron como sacerdote en la Catedral de Chillán y la Capilla Espíritu Santo de la Parroquia El Buen Pastor del sector de Los Volcanes de Chillán. Falleció en la madrugada del 15 de agosto de 2021 en la ciudad de Chillán, sus restos fueron sepultados en el Cementerio Municipal de Chillán. Actualmente el centro psicosocial lleva el nombre de José Luis Ysern de Arce.